# 1986 год
1986 (ты́сяча девятьсо́т во́семьдесят шесто́й) год  по григорианскому календарю — невисокосный год, начинающийся в среду. Это 1986 год нашей эры, 6‑й год 9‑го десятилетия XX века 2‑го тысячелетия, 7‑й год 1980‑х годов. Он закончился 39 лет назад.
| Пн | Вт | Ср | Чт | Пт | Сб | Вс |
|    |    | 1  | 2  | 3  | 4  | 5  |
| 6  | 7  | 8  | 9  | 10 | 11 | 12 |
| 13 | 14 | 15 | 16 | 17 | 18 | 19 |
| 20 | 21 | 22 | 23 | 24 | 25 | 26 |
| 27 | 28 | 29 | 30 | 31 |    |    |

| Пн | Вт | Ср | Чт | Пт | Сб | Вс |
|    |    |    |    |    | 1  | 2  |
| 3  | 4  | 5  | 6  | 7  | 8  | 9  |
| 10 | 11 | 12 | 13 | 14 | 15 | 16 |
| 17 | 18 | 19 | 20 | 21 | 22 | 23 |
| 24 | 25 | 26 | 27 | 28 |    |    |

| Пн | Вт | Ср | Чт | Пт | Сб | Вс |
|    |    |    |    |    | 1  | 2  |
| 3  | 4  | 5  | 6  | 7  | 8  | 9  |
| 10 | 11 | 12 | 13 | 14 | 15 | 16 |
| 17 | 18 | 19 | 20 | 21 | 22 | 23 |
| 24 | 25 | 26 | 27 | 28 | 29 | 30 |
| 31 |    |    |    |    |    |    |

| Пн | Вт | Ср | Чт | Пт | Сб | Вс |
|    | 1  | 2  | 3  | 4  | 5  | 6  |
| 7  | 8  | 9  | 10 | 11 | 12 | 13 |
| 14 | 15 | 16 | 17 | 18 | 19 | 20 |
| 21 | 22 | 23 | 24 | 25 | 26 | 27 |
| 28 | 29 | 30 |    |    |    |    |

| Пн | Вт | Ср | Чт | Пт | Сб | Вс |
|    |    |    | 1  | 2  | 3  | 4  |
| 5  | 6  | 7  | 8  | 9  | 10 | 11 |
| 12 | 13 | 14 | 15 | 16 | 17 | 18 |
| 19 | 20 | 21 | 22 | 23 | 24 | 25 |
| 26 | 27 | 28 | 29 | 30 | 31 |    |

| Пн | Вт | Ср | Чт | Пт | Сб | Вс |
|    |    |    |    |    |    | 1  |
| 2  | 3  | 4  | 5  | 6  | 7  | 8  |
| 9  | 10 | 11 | 12 | 13 | 14 | 15 |
| 16 | 17 | 18 | 19 | 20 | 21 | 22 |
| 23 | 24 | 25 | 26 | 27 | 28 | 29 |
| 30 |    |    |    |    |    |    |

| Пн | Вт | Ср | Чт | Пт | Сб | Вс |
|    | 1  | 2  | 3  | 4  | 5  | 6  |
| 7  | 8  | 9  | 10 | 11 | 12 | 13 |
| 14 | 15 | 16 | 17 | 18 | 19 | 20 |
| 21 | 22 | 23 | 24 | 25 | 26 | 27 |
| 28 | 29 | 30 | 31 |    |    |    |

| Пн | Вт | Ср | Чт | Пт | Сб | Вс |
|    |    |    |    | 1  | 2  | 3  |
| 4  | 5  | 6  | 7  | 8  | 9  | 10 |
| 11 | 12 | 13 | 14 | 15 | 16 | 17 |
| 18 | 19 | 20 | 21 | 22 | 23 | 24 |
| 25 | 26 | 27 | 28 | 29 | 30 | 31 |

| Пн | Вт | Ср | Чт | Пт | Сб | Вс |
| 1  | 2  | 3  | 4  | 5  | 6  | 7  |
| 8  | 9  | 10 | 11 | 12 | 13 | 14 |
| 15 | 16 | 17 | 18 | 19 | 20 | 21 |
| 22 | 23 | 24 | 25 | 26 | 27 | 28 |
| 29 | 30 |    |    |    |    |    |

| Пн | Вт | Ср | Чт | Пт | Сб | Вс |
|    |    | 1  | 2  | 3  | 4  | 5  |
| 6  | 7  | 8  | 9  | 10 | 11 | 12 |
| 13 | 14 | 15 | 16 | 17 | 18 | 19 |
| 20 | 21 | 22 | 23 | 24 | 25 | 26 |
| 27 | 28 | 29 | 30 | 31 |    |    |

| Пн | Вт | Ср | Чт | Пт | Сб | Вс |
|    |    |    |    |    | 1  | 2  |
| 3  | 4  | 5  | 6  | 7  | 8  | 9  |
| 10 | 11 | 12 | 13 | 14 | 15 | 16 |
| 17 | 18 | 19 | 20 | 21 | 22 | 23 |
| 24 | 25 | 26 | 27 | 28 | 29 | 30 |

| Пн | Вт | Ср | Чт | Пт | Сб | Вс |
| 1  | 2  | 3  | 4  | 5  | 6  | 7  |
| 8  | 9  | 10 | 11 | 12 | 13 | 14 |
| 15 | 16 | 17 | 18 | 19 | 20 | 21 |
| 22 | 23 | 24 | 25 | 26 | 27 | 28 |
| 29 | 30 | 31 |    |    |    |    |

- Объявлен ООН Международным годом мира[1].
- В СССР — первый год 12-й пятилетки.

## События

### Январь
- 1 января

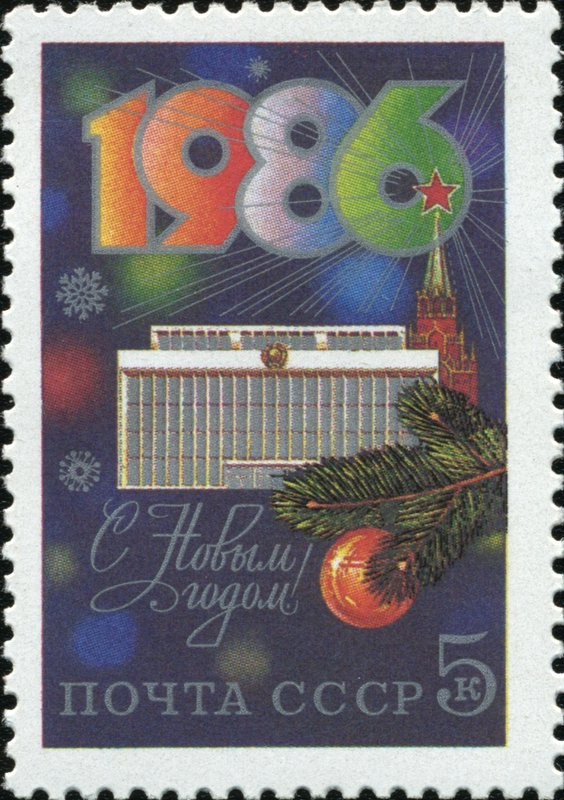
Почтовая марка СССР, 1986 год

Флаг Арубы

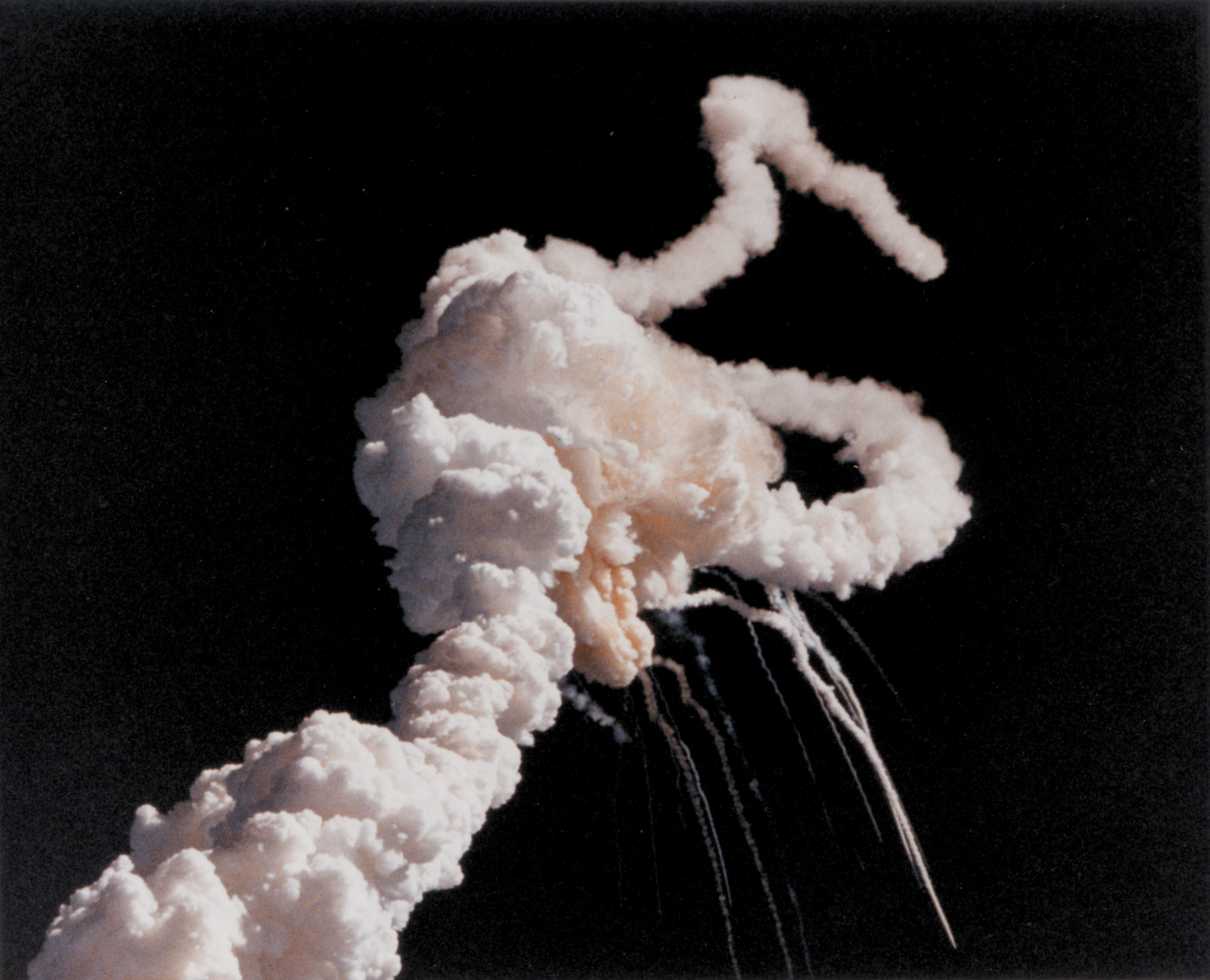
Взрыв шаттла «Челленджер»

  - М. С. Горбачёв и Р. Рейган обратились с традиционной новогодней речью к народам соответственно США и СССР, демонстрируя стремление снизить накал противостояния между двумя сверхдержавами[2][3].
  - Испания и Португалия вступили в Европейское экономическое сообщество, число стран-членов которого достигло 12.
  - Аруба получила расширенную автономию от Нидерландов, и была отделена от Нидерландских Антильских островов.
- 2 января — правительство Италии санкционирует строительство моста между Сицилией и Аппенинским полуостровом через Мессинский пролив.
- 6 января — глава Либерии Сэмюэл Доу вступил на пост президента.
- 7 января — США ввели санкции против Ливии из-за причастности этой страны к международному терроризму.
- 9 января — после поражения в патентной борьбе с «Polaroid», «Kodak» покинул сегмент мгновенных фотоснимков.
- 12 января — 24-й старт (STS-61C) по программе Спейс Шаттл. 7-й полёт шаттла Колумбия. Экипаж — Роберт Гибсон, Чарльз Болден, Франклин Чанг-Диаз, Стевен Хоули, Джордж Нельсон, Роберт Сенкер, Уильям Нельсон.
- 13 января — в НДРЙ попытка государственного переворота, предпринятая президентом Али Насером Мухаммедом, приказавшем на внеочередном заседании Политбюро ЦК ЙСП расстрелять верхушку партийной оппозиции, привела к краткосрочной гражданской войне. В итоге к 24 января президент потерпел поражение и с тысячами своих сторонников бежал из страны.
- 14 января
  - В первый рейс вышел советский атомоход «Россия».
  - На пост президента Гватемалы вступил христианский демократ Винисио Сересо.
  - Американский зонд «Вояджер-2» впервые облетел Уран.
- 15 января
  - Заявление М. С. Горбачёва о программе полной ликвидации ядерного оружия во всём мире.
  - Военный переворот в Лесото, от власти отстранён премьер-министр Леабуа Джонатан, восстановлена реальная власть короля Мошвешве II.
- 18 января — в авиационной катастрофе в Гватемале во время перелёта к руинам Тикаля, городища майя погибло 93 человека..
- 19 января — впервые зафиксирован компьютерный вирус Brain.
- 20 января — Великобритания и Франция объявили о планах строительства тоннеля под Ла-Маншем.
- 27 января — на пост президента Гондураса вступил представитель Либеральной партии Хосе Аскона.
- 28 января — 25-й старт (STS-51L) по программе Спейс Шаттл. 10-й полёт шаттла «Челленджер». Экипаж — Фрэнсис Скоби, Майкл Смит, Джудит Резник, Эллисон Онидзука, Роналд МакНэйр, Грегори Джарвис, Криста МакОлифф. На 73-й секунде полёта последовал взрыв шаттла. Все семь астронавтов погибли.
- 29 января — президентом Уганды, после 5-летней гражданской войны, стал Йовери Мусевени.

### Февраль

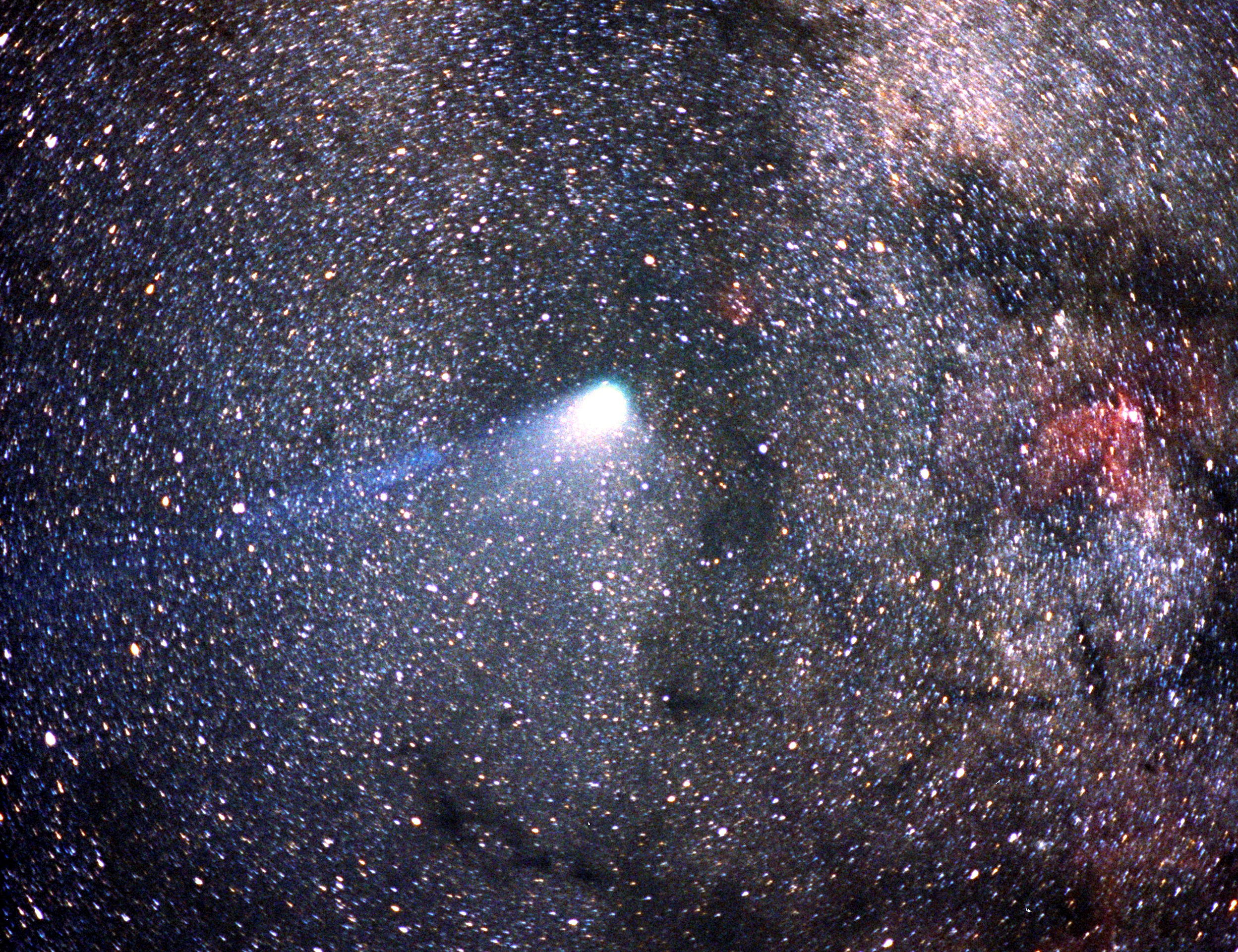
Комета Галлея в 1986 году

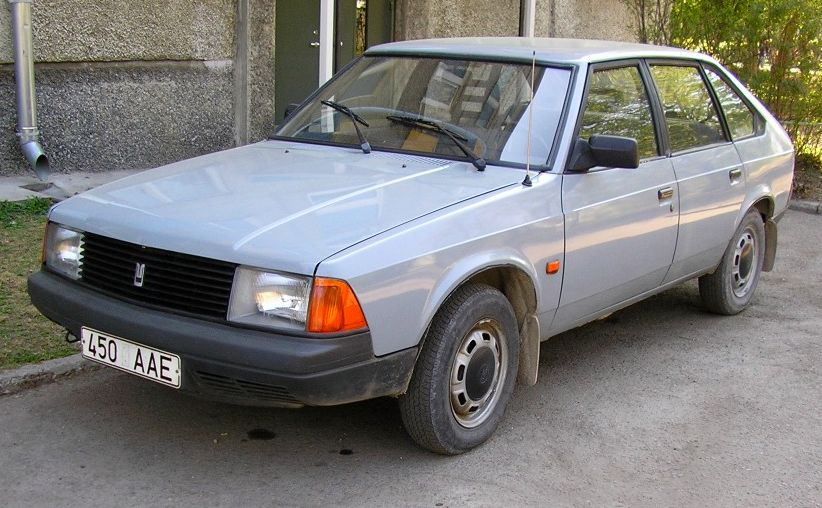
Новый советский автомобиль — Москвич-2141

Эмблема космической станции «Мир»

- 1 февраля — премьера последнего фильма Андрея Тарковского «Жертвоприношение».
- 2 февраля — Волгоградский тракторный завод начал производство энергонасыщенного трактора «Волгарь».
- 3 февраля — открыта студия Pixar.
- 7 февраля — переворот на Гаити. После 28 лет правления семьи Дювалье, президент Жан-Клод Дювалье бежал из страны. Новое правительство Гаити возглавил генерал Анри Намфи.
- 8 февраля — Столкновение поездов под городом Хинтон (Канада), 23 человека погибли, 70 получили ранения.
- 9 февраля — комета Галлея достигла перигелия, ближайшей точки к Солнцу, во время своего второго визита в Солнечную систему в XX веке.
- 11 февраля — Перестройка: правозащитник Анатолий Щаранский освобождён из советской тюрьмы в обмен на двух советских разведчиков и вынужден покинуть СССР[4].
- 12 февраля — на конвейере АЗЛК собран первый автомобиль модели Москвич-2141.
- 16 февраля
  - Советский лайнер «Михаил Лермонтов» потерпел крушение в заливе Шекспира у берегов Новой Зеландии.
  - ВВС Франции атаковали ливийскую авиабазу Уади-Дум в северном Чаде.
- 17 февраля
  - В Люксембурге подписан Единый европейский акт (вступил в действие 1 июля 1987).
  - Катастрофа Ил-14 в Антарктиде.
- 18 февраля — перестановки в советском руководстве: Б. Н. Ельцин избран кандидатом в члены Политбюро ЦК КПСС. Из Политбюро выведен В. В. Гришин.
- 19 февраля
  - На орбиту выведены первые модули советской орбитальной станции «Мир».
  - Челябинский тракторный завод выпустил первую партию тракторов Т-800.
  - Ирано-иракская война: иранские войска захватили иракский порт Фао с нефтяными терминалами и установили контроль над устьем реки Шатт-эль-Араб.
  - Сенат США ратифицировал Конвенцию о предупреждении преступления геноцида и наказании за него. Документ был подписан представителем Соединённых Штатов 11 декабря 1948 года, после чего, 16 июня 1949 года, поступил на рассмотрение в сенат США, ратифицирован 19 февраля 1986 года, спустя 37 лет.
- 21 февраля — восстановлены дипломатические отношения между СССР и Кот-д’Ивуаром.
- 25 февраля
  - Филиппинская революция: после 20 лет правления филиппинский диктатор Фердинанд Маркос бежал из страны. Президентом стала Корасон Акино.
  - В Москве открылся XXVII съезд КПСС (до 6 марта). Он утвердил новую редакцию Программы КПСС и «Основные направления экономического и социального развития СССР на 1986—90 годы и на период до 2000 года» (курс на строительство коммунизма) и Устав партии.
  - Египетская военная полиция, протестуя против низких зарплат, захватила 4 роскошных отеля возле пирамид, разграбила и подожгла их.
- 27 февраля — была разрешена телевизионная трансляция дебатов в Сенате США.
- 28 февраля — в Стокгольме по дороге домой из кинотеатра был убит премьер-министр Улоф Пальме.

### Март
- 2 марта

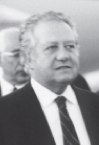
Мариу Суареш, президент Португалии

  - Королева Великобритании Елизавета II подписала в Канберре «Австралийский Акт», который упразднил последние правовые приоритеты британского права над австралийским.
  - Катастрофа Ан-24 под Бугульмой.
- 3 марта — выход третьего студийного альбома американской трэш-метал группы Metallica под названием «Master of Puppets», записанного на лейбле Elektra Records.[источник не указан 854 дня]
- 4 марта
  - Начал выходить британский таблоид «Today[англ.]», при издании которого стали впервые использоваться компьютерная вёрстка и полноцветная офсетная печать.
  - Японский исследовательский зонд Suisei, отправленный к комете Галлея, сделал её снимки в ультрафиолетовом спектре.
- 6 марта — автоматическая межпланетная станция «Вега-1» прошла на расстоянии 8890 километров от ядра кометы Галлея, успешно выполнив научную программу.
- 8 марта — был создан синтез символов французских студенческих головных уборов faluche.
- 9 марта
  - Новым президентом Португалии стал Мариу Суареш.
  - ВМС США обнаружили обломки шаттла «Челленджер» с телами членов экипажа.
  - Автоматическая межпланетная станция «Вега-2» прошла на расстоянии 8030 километров от ядра кометы Галлея, успешно выполнив научную программу.
- 13 марта
  - Запуск пилотируемого советского космического корабля Союз Т-15 (приземление 16 июля 1986 года). Экипаж старта и посадки — Кизим Л. Д., Соловьёв В. А.. Последний полёт корабля модификации «Союз Т», 1-я экспедиция на станцию «Мир».
  - Владимирский тракторный завод начал производство тракторов Т-30.
- 15 марта — в результате обрушения отеля в Сингапуре погибли 33 человека.
- 16 марта — на парламентских выборах во Франции победу с незначительным перевесом одержали оппозиционные партии, конец пятилетнего периода правления социалистов (20 марта Жак Ширак, лидер голлистов, стал премьер-министром).
- 21 марта
  - Первый запуск советской межконтинентальной баллистической ракеты Р-36М2 (15А18М) в рамках лётных испытаний. Из-за ошибки в системе управления ракета упала и взорвалась на стартовой площадке. Пострадавших не было.
  - Президиум ВС СССР принял указ об образовании общесоюзного Государственного комитета СССР по вычислительной технике и информатике.
- 24—25 марта — ракетные катера ВМС Ливии предприняли попытку атаковать американскую авианосную группировку в заливе Сидра. Два катера потоплены («Вохид» и «Эйн Загут»). Также американская авиация нанесла удар по позиции ПВО, находившейся в районе г. Сирт.
- 25 марта — 58-я церемония вручения премии Оскар. Лучшим фильмом признан «Из Африки».
- 26 марта — в газете New York Times опубликована статья, обвинявшая Курта Вальдхайма, бывшего Генерального секретаря ООН и кандидата в президенты Австрии, в участии в военных преступлениях нацистов во время Второй мировой войны.
- 27 марта — возле управления полиции в Мельбурне взорвана бомба в автомобиле. Погиб офицер полиции.
- 31 марта — авиакатастрофа в Мексике. Боинг 727 компании Mexicana разбился в Мараватио, погибло 167 человек.
- Март — Афганская война: решение администрации Р. Рейгана о начале поставок в Афганистан для поддержки моджахеддинов ПЗРК «Стингер» класса «земля — воздух», что сделало боевую авиацию 40-й армии уязвимой для поражения с земли.

### Апрель
- 1 апреля — цена на нефть, добываемую в Северном море, впервые опустилась ниже 10 долларов за баррель.
- 2 апреля — взрыв бомбы на самолёте компании Trans World Airlines совершавшем рейс из Рима в Афины, погибло 4 человека.
- 4—20 апреля — Афганская война: операция по разгрому базы Джавара: крупное поражение моджахедов. Неудачные попытки отрядов Исмаил-хана прорвать «зону безопасности» вокруг Герата.
- 4 апреля — на встрече Контадорской группы в Панаме (до 7 апреля) не удалось заключить соглашение о прекращении Ясиновская-Глубокаябоевых действий в Центральной Америке.
- 5 апреля — взрыв на дискотеке La Belle (Западный Берлин), инициированный руководством Ливии. 3 человека погибли на месте, более 250 человек получили ранения.
- 13 апреля — папа Иоанн Павел II впервые в истории папства посетил синагогу в Риме.
- 14 апреля — в районе Гопалгандж (Бангладеш) в результате града весом до 1 кг погибло 92 человека.
- 15 апреля — в качестве акции возмездия за теракт против американских военнослужащих в Берлине самолёты ВВС и ВМС США нанесли бомбовый удар по ливийской столице Триполи и городу Бенгази. Погибла приёмная дочь Муаммара Каддафи и ещё 40 граждан Ливии. По данным официальных властей, ранения получили 226 человек.
- 17 апреля
  - В Бейруте похищен британский журналист Джон Маккарти (освобождён в августе 1991), ещё трое найдены мёртвыми. Ответственность взяли на себя Революционные Группы (RZ), в знак протеста против бомбардировок Ливии.
  - Подписан мирный договор, завершивший 335-летнюю войну между Нидерландами и Островами Силли.
  - Дело Хиндави: в багаже пассажирки израильского самолёта компании «Эл Ал», следующего рейсом из Лондона в Тель-Авив, обнаружено взрывное устройство.
- 25 апреля — королём Свазиленда стал Мсвати III.
- 26 апреля — взрыв реактора 4-го энергоблока Чернобыльской атомной электростанции, крупнейшая техногенная авария, повлёкшая за собой сильное радиоактивное загрязнение, вследствие чего значительные территории Украины, Белоруссии и часть территории России стали непригодными для жилья.
- 27 апреля
  - Эвакуация населения города Припять в связи с аварией на Чернобыльской АЭС.
  - Для освобождения Золотого храма в Амритсаре (Индия) 2000 полицейских и десантников взяли штурмом здание.

### Май
- 2 мая — в Ванкувере (Канада) открылась Всемирная выставка-1986.
- 4 мая — Бабрак Кармаль ушёл в отставку с поста генерального секретаря ЦК Народно-демократической партии Афганистана. Его сменил Наджибулла, бывший руководитель афганской службы госбезопасности.
- 9 мая — премьер-министром Норвегии во второй раз стала Гру Харлем Брундтланд.
- 13 мая — состоялся V съезд кинематографистов СССР, известный как «перестроечный».
- 16 мая
  - Над г. Киров Калужской области потерпел катастрофу стратегический бомбардировщик Ту-22М2, экипаж катапультировался, на земле погибло 50 человек[5].
  - В Севилье (Испания) международная группа учёных приняла Севильскую декларацию о насилии, разработанную под эгидой ЮНЕСКО.
- 17 мая — Катастрофа Як-40 под Ханты-Мансийском, погибло 5 человек.
- 21 мая
  - Старт беспилотного космического корабля «Союз ТМ-1» (приземление 30 мая). Прошла отработка систем корабля новой серии.
  - Происшествие с Ту-154 над Домодедовом.
- 23 мая — принято Постановление Совета Министров СССР «О мерах по усилению борьбы с нетрудовыми доходами».
- 24 мая — президенты Никарагуа, Гватемалы, Сальвадора, Гондураса и Коста-Рики во время своего саммита подписали Эскипуласскую декларацию о поддержке Контадорского акта мира и сотрудничества и обратились с призывом к США прекратить военное вмешательство в дела центральноамериканского региона.
- 25 мая
  - В СССР после многолетнего перерыва в эфир вновь вышла телепередача «КВН».
  - В США прошло мероприятие Hands Across America по сбору средств для бедных и бездомных. По всей стране по крайней мере 5 млн американцев на 15 минут взялись за руки, образовав цепь длиной 4152 мили (6682 км) — от Беттери-парка в Нью-Йорке до Лонг-Бич в Калифорнии.
  - На реке Мегхна перевернулся бангладешский двухпалубный паром «Shamia», по разным оценкам погибло от 500 до 600 человек[6].
- 31 мая — в Мехико начался Чемпионат мира по футболу 1986.

### Июнь
- 8 июня — новым президентом Австрии избран бывший генеральный секретарь ООН Курт Вальдхайм.
- 18 июня — над Большим Каньоном столкнулись самолёт DHC-6 Twin Otter и вертолёт Bell 206, погибли 25 человек.
- 22 июня — Катастрофа Ту-134 в Пензе.
- 28 июня — Кристофер Вивер основал компанию Bethesda Softworks.
- 29 июня — в финале чемпионата мира по футболу Аргентина выиграла у ФРГ.
- 30 июня — установлены дипломатические отношения между СССР и Вануату.

### Июль
- 2 июля — в результате вынужденной посадки на лес в 75 километрах от Сыктывкара потерпел катастрофу самолёт Ту-134АК, погибли 54 из 92 человек на борту.
- 5 июля — в Москве состоялось торжественное открытие первых Игр доброй воли (соревнования проводились до 20 июля).
- 7 июля — в куала-лумпурской тюрьме Пуду казнены австралийские контрабандисты Кевин Барлоу и Брайан Чеймберс.
- 14 июля — после смерти Ле Зуана (10 июля), генеральным секретарём ЦК коммунистической партии Вьетнама избран Чыонг Тинь.
- 16 июля — приземление корабля Союз Т-15. Экипаж посадки — Л. Д. Кизим, В. А. Соловьёв.
- 22 июля — восстановлены дипломатические отношения между СССР и Либерией.

### Август
- 10 августа — впервые гран-при чемпионата мира Формулы-1 состоялся в социалистической стране, Гран-при Венгрии 1986 года.
- 14 августа — впервые на советском телевидении состоялась трансляция гонки чемпионата мира Формулы-1, с Гран-при Венгрии 1986 года (в записи).
- 18 августа — в Хельсинки (Финляндия) прошли первые за предшествующие 19 лет переговоры между СССР и Израилем по вопросу о положении евреев в СССР.
- 19 августа — спустя две недели после похищения картина Пикассо «Плачущая женщина» была обнаружена в камере хранения на железнодорожной станции в Мельбурне (Австралия).
- 20 августа — в Эдмонде (Оклахома) сотрудник почтовой службы Патрик Шеррилл застрелил 14 своих сослуживцев, ранил ещё шестерых и застрелился сам.
- 21 августа — на озере Ниос (Камерун) произошла лимнологическая катастрофа. Погибло ок. 1700 человек.
- 23 августа — новое обострение советско-американских отношений: Геннадий Захаров из дипломатического представительства СССР при ООН арестован агентами ФБР и обвинён в шпионаже, в ответ 30 августа в Москве арестован по обвинению в шпионаже американский журналист Николай Данилов[7].
- 31 августа
  - В Цемесской бухте (Новороссийск) после столкновения с грузовым судном потерпел крушение советский круизный пароход «Адмирал Нахимов», 423 погибших.
  - Над Серритос (Калифорния) самолёт Douglas DC-9 компании Aeroméxico столкнулся с Piper PA-28 Cherokee, погибло 67 человек в воздухе и 15 на земле.
  - Из Филадельфии отправилось грузовое судно Khian Sea с 14 000 т токсичных отходов. Следующие 16 месяцев судно скиталось по морям, пытаясь найти место для разгрузки.

### Сентябрь
- 5 сентября — в Карачи (Пакистан) 4 террориста из группы Абу Нидаля захватили американский самолёт с 361 пассажиром на борту.
- 6 сентября — в Стамбуле (Турция) 2 террориста из группы Абу Нидаля расстреляли 22 и ранили 6 человек в синагоге «Неве Шалом», во время шаббата.
- 7 сентября
  - Десмонд Туту стал первым чернокожим епископом англиканской церкви в ЮАР.
  - Чилийский диктатор Аугусто Пиночет выжил во время покушения, устроенного FPMR, 5 его телохранителей погибли.
- 11 сентября — из-за опасений инвесторов резким ростом инфляции на Нью-Йоркской фондовой бирже произошло обвальное падение курса акций — самое крупное после 1929 года.
- 13 сентября — в Каламате в Южной Греции произошло землетрясение силой 6 баллов по шкале Рихтера, погибло 20, ранено 80 человек, и полностью разрушено 20 % строений.
- 16 сентября — в Исламабаде (Пакистан) убит и. о. военного атташе при посольстве СССР в Пакистане полковник Ф. Гореньков.
- 20 сентября — двое солдат-дезертиров захватили самолёт Ту-134 в аэропорту Уфы.
- 25 сентября — группой афганских моджахедов в районе Джелалабада (Восточный Афганистан) впервые использованы против советской авиации ПЗРК «Стингер» (США). Из 4 выпущенных из засады в окрестностях аэропорта Джелалабада ракет 3 попали в цель, поразив при заходе на посадку три советских боевых вертолёта Ми-24.
- 27 сентября — В Кливленде (США) произошла экологическая катастрофа, погибло 2 человека.

### Октябрь

Флаг Маршалловых островов

- 1 октября — президент США Рональд Рейган подписал закон Голдуотера — Николса, начавший масштабное реформирование Департамента обороны США.
- 2 октября — В связи с аварией на Чернобыльской АЭС принято решение о постройке города Славутич.
- 3 октября — в Канаде, в лаборатории Чалк Ривер, официально запущен сверхпроводной ускоритель TASCC[англ.].
- 5 октября — из СССР выслан диссидент Юрий Орлов.
- 6 октября — в Атлантическом океане затонула советская атомная подводная лодка К-219, погибло 4 члена экипажа, позже ещё 4 скончались от последствий аварии.
- 9 октября — News Corporation завершила процесс приобретения группы компаний Metromedia, тем самым образовав компанию Fox Broadcasting Company.
- 11—12 октября — Холодная война: встреча советского и американского лидеров М. С. Горбачёва и Р. Рейгана в Рейкьявике (Исландия) для продолжения переговоров о сокращении ракет средней дальности в Европе (формально переговоры завершились безуспешно, однако эта встреча считается ключевой, так как именно после неё СССР начал постепенно сдавать позиции на международной арене).
- 12 октября — королева Великобритании Елизавета II и принц Филипп посетили КНР.
- 16 октября — Международный олимпийский комитет выбрал Альбервиль (Франция) местом проведения Зимних Олимпийских игр 1992 года, и Барселону (Испания) местом проведения Летних Олимпийских игр 1992 года.
- 19 октября — президент Мозамбика Самора Машел погиб в авиакатастрофе над территорией ЮАР.
- 20 октября
  - В соответствии с соглашением 1984 года о ротации главы правительства Ицхак Шамир сменил Шимона Переса на посту премьер-министра Израиля.
  - Катастрофа Ту-134 в Куйбышеве.
- 21 октября — провозглашена независимость Маршалловых Островов («свободная ассоциация» с США).
- 22 октября — во время прямого эфира нью-йоркской радиостанции WNBC погибла репортёр Джейн Дорнакер, её вертолёт упал в реку Гудзон.
- 23 октября — в США доктор Хайдер начал 218-дневную голодовку, требуя ядерного разоружения. В СССР начинается массированная акция в его поддержку.
- 27 октября
  - В Ассизи (Италия) прошёл Международный день молитвы.
  - «Большой взрыв» на Лондонской фондовой бирже отменил фиксированные комиссионные и проложил путь электронному трейдингу.
- 28 октября — в бухте Нью-Йорка торжественно отмечено столетие Статуи Свободы.
- 31 октября — заявление ТАСС о начале вывода 6 полков из Афганистана[7].

### Ноябрь
- 3 ноября

Флаг Федеративных Штатов Микронезии

  - Провозглашена независимость Федеративных Штатов Микронезии (при «свободной ассоциации» с США).
  - «Иран-контрас»: ливанский журнал «Аш-Шираа» сообщил о том, что США секретно поставляли оружие Ирану в обмен на освобождение 7 американских заложников, захваченных проиранскими группировками в Ливане.
- 6 ноября — в Великобритании в районе аэропорта Самборо разбился вертолёт Боинг 234LR «Чинук», погибло 45 человек. Самая крупная катастрофа гражданского вертолёта.
- 10 ноября
  - Произошёл пожар на советском лайнере «Туркмения». Лайнер выведен из строя, погибли 2 человека.
  - Президент Бангладеш Хуссейн Эршад объявил об отмене чрезвычайного положения в стране.
- 11 ноября — компании «Sperry Rand» и «Burroughs» объединились, образовав «Unisys», вторую по размеру в мире компьютерную компанию.
- 12 ноября — в СССР создан Советский фонд культуры во главе с академиком Д. С. Лихачёвым и Г. В. Мясниковым.
- 13 ноября — Политбюро ЦК КПСС поставило задачу вывести все советские войска из Афганистана в течение двух лет.
- 19 ноября — в СССР принят «Закон об индивидуальной трудовой деятельности», призванный поставить под контроль государственных органов реально существующий подпольный частный бизнес.
- 22 ноября — Майк Тайсон впервые стал чемпионом мира по боксу, одержав победу над Тревором Бербиком в Лас-Вегасе.
- 25 ноября
  - «Иран-контрас»: Генеральный прокурор США Эдвин Миз заявил, что прибыли от продажи оружия Ирану незаконно поступали на поддержку антикоммунистических повстанцев «контрас» в Никарагуа.
  - Торжественное открытие Моста короля Фахда между Бахрейном и Саудовской Аравией.
  - На станции Сонково Октябрьской железной дороги произошло пассажирского поезда «Ленинград-Иваново», погибло и было ранено 28 пассажиров[8].
- 26 ноября — «Иран-контрас»: президент США Рональд Рейган объявил о создании специальной комиссии (комиссия Тауэра) по расследованию обстоятельств скандала, получившего название «Иран-контрас», и предостерёг от постороннего вмешательства в следствие.

### Декабрь

Rutan Voyager — первый самолёт, облетевший Землю без посадки

- 6 декабря — на Форуме творческой молодёжи Москвы, поэт и художник Сергей Арто заявил о создании независимого творческого объединения художников «АРБАТР».
- 7 декабря — землетрясение в болгарском городе Стражица силой 5,7 балла по шкале Рихтера, погибло 2 человека.
- 8 декабря — голодные бунты заставили правительство Замбии отменить решение о двойном повышении цены на маисовую муку (события продолжились до 11 декабря).
- 12 декабря — Катастрофа советского Ту-134 под Берлином, погибли 72 человека.
- 14 декабря — начался первый беспосадочный кругосветный авиаперелёт на экспериментальном самолёте Rutan Voyager, сконструированном Бертом Рутаном, под управлением Дика Рутана и Джbны Йигер (перелёт успешно завершился 23 декабря).
- 15 декабря — на VI съезде компартии Вьетнама принята программа «Дой Мой» («обновления»), начало «вьетнамской перестройки». 18 декабря генеральным секретарём ЦК избран сторонник реформ Нгуен Ван Линь.
- 16 декабря — начало массовых беспорядков в Казахской ССР, вызванных отставкой многолетнего главы республики Д. А. Кунаева.
- 19 декабря — Перестройка: советскому правозащитнику академику А. Д. Сахарову было разрешено вернуться из ссылки в г. Горьком в Москву.
- 24 декабря — на шахте «Ясиновская-Глубокая» (Донецкая область, Украинская ССР) произошёл взрыв метана, погибли 30 шахтёров[9].
- 26 декабря — опубликовано сообщение о завершении испытаний нового советского грузового автомобиля ГАЗ-3307.

### Без точных дат
- Выпущена первая операционная система UNIX производства компании IBM — AIX/RT 2, предназначенная для первых RISC-компьютеров IBM RT Personal Computer.
- Добыта двухмиллиардная тонна нижневартовской нефти.
- Начато производство зерноуборочного комбайна Дон-1500.
- Начато производство грузового автомобиля ЗИЛ-4331.
- В СССР создано первое хозрасчётное предприятие в области звукозаписи Рекорд.

### Продолжающиеся события
- Холодная война
- Гражданская война в Бирме
- Гражданская война в Гватемале
- Война за независимость Эритреи
- Первая гражданская война в Чаде
- Война в Западной Сахаре
- Гражданская война в Эфиопии
- Кампучийско-вьетнамский конфликт
- Гражданская война в Ливане
- Гражданская война в Анголе
- Гражданская война в Мозамбике
- Ачехский конфликт
- Чадско-ливийский конфликт
- Афганская война
- Ирано-иракская война
- Гражданская война в Сальвадоре
- Гражданская война в Никарагуа
- Вторая гражданская война в Судане
- Гражданская война на Шри-Ланке
- Турецко-курдский конфликт

## Персоны года
Человек года по версии журнала Time — Корасон Акино, президент Филиппин.

## Родились

### Январь
- 1 января — Колин Морган, британский актёр.
- 3 января — Аса Акира, американская киноактриса и модель японского происхождения.
- 4 января — Шарлин И, американская актриса, музыкант, художник, писатель.
- 6 января
  - Алекс Тёрнер, британский музыкант, солист группы «Arctic Monkeys».
  - Ирина Шейк, российская супермодель.
- 8 января — Давид Сильва, испанский футболист.
- 15 января — Дмитрий Шаракоис, российский актёр.
- 19 января — Клаудио Маркизио, итальянский футболист, полузащитник.
- 20 января — Ольга Бузова, российская телеведущая, модельер, актриса.
- 22 января — Ольга Романовская, украинская певица, телеведущая, модель и дизайнер. Бывшая участница поп-группы «ВИА ГРА».
- 24 января — Миша Бартон, ирландско-американская актриса и модель.
- 25 января — Маруся Зыкова, российская актриса.

### Февраль
- 1 февраля — Дария Ставрович, российская певица, композитор, вокалистка группы «Слот».
- 2 февраля — Джемма Артертон, британская актриса театра, кино и телевидения.
- 7 февраля — Джеймс Дин, американский киноактёр и кинорежиссёр.
- 10 февраля — Радамель Фалькао Гарсия Сарате, колумбийский футболист.
- 17 февраля — Григорий Добрыгин, российский актёр, режиссёр, сценарист и продюсер.
- 21 февраля — принц Амедео Бельгийский, наследный принц дома Австрийских-Эсте.
- 23 февраля — Скайлар Грей, американская певица, автор песен, музыкальный продюсер, гитаристка и пианистка.
- 25 февраля — Дэнни Сауседо, шведский певец.
- 26 февраля — Тереза Палмер, австралийская актриса театра и кино.

### Март
- 1 марта — Мирослава Карпович, российская актриса.
- 5 марта — Мика Ньютон, украинская певица и актриса.
- 9 марта — Бриттани Сноу, американская актриса.
- 13 марта — Евгения Отрадная, российская певица.
- 15 марта — Евгений Осиновский, эстонский политик и мэр Таллина.
- 16 марта — Александра Анна Даддарио, американская киноактриса.
- 17 марта — Майлз Кейн, британский музыкант.
- 25 марта — Марина Орлова, российская актриса театра и кино, сценарист, продюсер, певица, композитор, поэтесса, теле- и радиоведущая.
- 28 марта — Леди Гага, американская певица, актриса.
- 30 марта — Серхио Рамос, испанский футболист, чемпион мира, двукратный чемпион Европы.
- 31 марта — Егор Корешков, российский актёр.

### Апрель
- 1 апреля — Monatik, украинский певец, танцор, хореограф, автор песен и композитор.
- 3 апреля — Аманда Байнс, американская актриса.
- 8 апреля — Игорь Акинфеев, российский футболист, вратарь «ЦСКА».
- 9 апреля — Лейтон Марисса Мистер, американская актриса, певица, автор песен, фотомодель
- 22 апреля — Эмбер Хёрд, американская актриса.
- 27 апреля — Динара Сафина, российская теннисистка.
- 27 апреля — Дженна Коулман, британская актриса.
- 30 апреля —Виктория Которова, российская певица, композитор, поэтесса, известная под псевдонимом Яжевика.

### Май
- 13 мая
  - Александр Рыбак, норвежский певец и скрипач белорусского происхождения.
  - Роберт Паттинсон, британский актёр, модель и музыкант.
- 16 мая — Меган Фокс, американская актриса и фотомодель.
- 22 мая — Татьяна Волосожар, российская фигуристка, двукратная олимпийская чемпионка (2014, личный и командный турнир), чемпионка мира, четырёхкратная чемпионка Европы, заслуженный мастер спорта России.

### Июнь
- 3 июня
  - Рафаэль Надаль, испанский теннисист.
  - Эл Хорфорд, американский баскетболист.
- 7 июня — Глюк’OZA, российская певица.
- 11 июня — Шайа Лабаф, американский актёр.
- 12 июня — Станислава Комарова, российская пловчиха, трёхкратная чемпионка Европы, заслуженный мастер спорта.
- 13 июня
  - Мэри-Кейт и Эшли Фуллер Олсен, американские актрисы.
  - Кэт Деннингс, американская актриса.
- 16 июня — Мария Ивакова, российская телеведущая, фотомодель, актриса и видеоблогер.
- 19 июня — Мари Дорен Абер, французская биатлонистка, олимпийская чемпионка (2018), пятикратная чемпионка мира.
- 25 июня — Понтус Вернблум, шведский футболист, чемпион Швеции, Греции, трёхкратный чемпион России.

### Июль
- 2 июля — Линдси Лохан, американская актриса.
- 9 июля — Агне Грудите, литовская актриса.
- 14 июля — Пелагея, российская певица.
- 25 июля — Халк, бразильский футболист.
- 29 июля — Антон Белов, российский хоккеист, защитник, заслуженный мастер спорта.
- 31 июля
  - Светлана Слепцова, российская биатлонистка, олимпийская чемпионка (2010), чемпионка мира и Европы, заслуженный мастер спорта.
  - Евгений Малкин, российский хоккеист, трёхкратный обладатель Кубка Стэнли, двукратный чемпион мира, заслуженный мастер спорта.

### Август
- 3 августа — Дарья Домрачева, белорусская биатлонистка, четырёхкратная олимпийская чемпионка (2014 и 2018), двукратная чемпионка мира, Герой Беларуси.
- 4 августа — Олег Иванов, российский футболист, заслуженный мастер спорта.
- 16 августа — Дмитрий Иванов, российский видеоблогер.
- 23 августа — Вик Уайлд, российский сноубордист американского происхождения, двукратный олимпийский чемпион (2014).
- 23 августа — Нил Сисирига, американский комик и музыкант.
- 27 августа — Себастьян Курц, канцлер Австрии в 2017—2019 и 2020—2021 годах..
- 28 августа — Арми Хаммер, американский киноактёр.
- 29 августа — Хадзимэ Исаяма, японский мангака, известен своей работой Shingeki no Kyojin.

### Сентябрь
- 1 сентября — Антон Лапенко, российский актёр и видеоблогер.
- 6 сентября — Дмитрий Ступка, украинский актёр.
- 12 сентября — Эмми Россум, американская актриса.
- 17 сентября — SOPHIE, шотландская певица, продюсер, автор песен и диджей (ум. в 2021).
- 25 сентября — Вячеслав Веденин-младший, российский судья по лыжным видам спорта.
- 27 сентября — Надежда Михалкова, российская актриса, продюсер.
- 30 сентября — Оливье Жиру, французский футболист, чемпион мира (2018).

### Октябрь
- 7 октября
  - Бри Олсон, американская киноактриса.
  - Холланд Роден, американская актриса.
- 10 октября — Эсекьель Гарай, аргентинский футболист, олимпийский чемпион (2008).
- 18 октября — Лукас Йоркас, греческий и греко-киприотский певец.
- 23 октября — Эмилия Кларк, британская актриса.
- 24 октября — Нобухико Окамото, японский сейю.

### Ноябрь
- 4 ноября — Алекс Джонсон, канадская актриса и певица.
- 5 ноября — БоА, южнокорейская певица, актриса и автор песен.
- 7 ноября — Дарья Головань, российская художница-гиперреалист.
- 23 ноября — Виктор Ан, российский спортсмен (шорт-трек), шестикратный олимпийский чемпион (2006, 2014), 20-кратный чемпион мира, заслуженный мастер спорта.
- 25 ноября — Кэти Кэссиди, американская актриса, певица и фотомодель.

### Декабрь
- 15 декабря — Кейлор Навас, коста-риканский футбольный вратарь.
- 23 декабря
  - Балаж Джуджак, венгерский футболист, трёхкратный чемпион Венгрии, чемпион Нидерландов.
  - Ти Джей Оши, американский хоккеист.
- 26 декабря
  - Уго Льорис, французский футбольный вратарь, чемпион мира (2018).
  - Кит Харингтон, британский актёр.
- 30 декабря — Доменико Кришито, итальянский футболист.

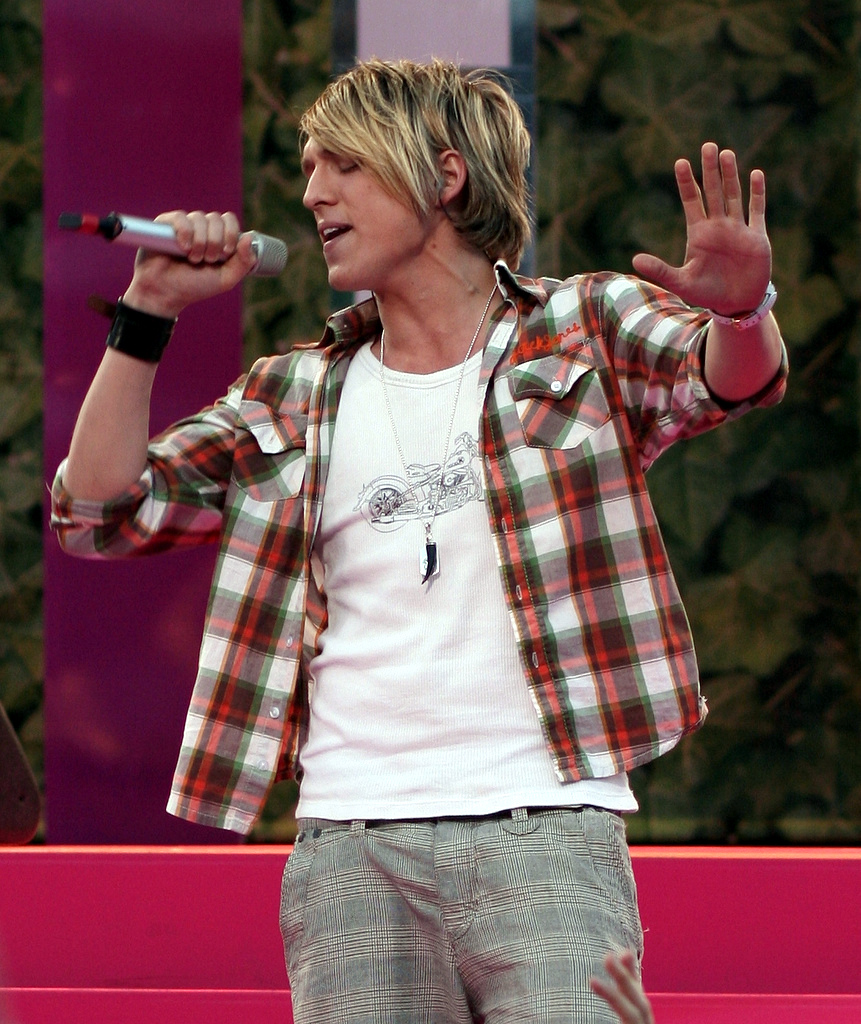
Дэнни Сауседо
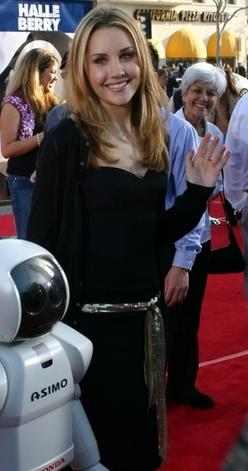
Аманда Байнс
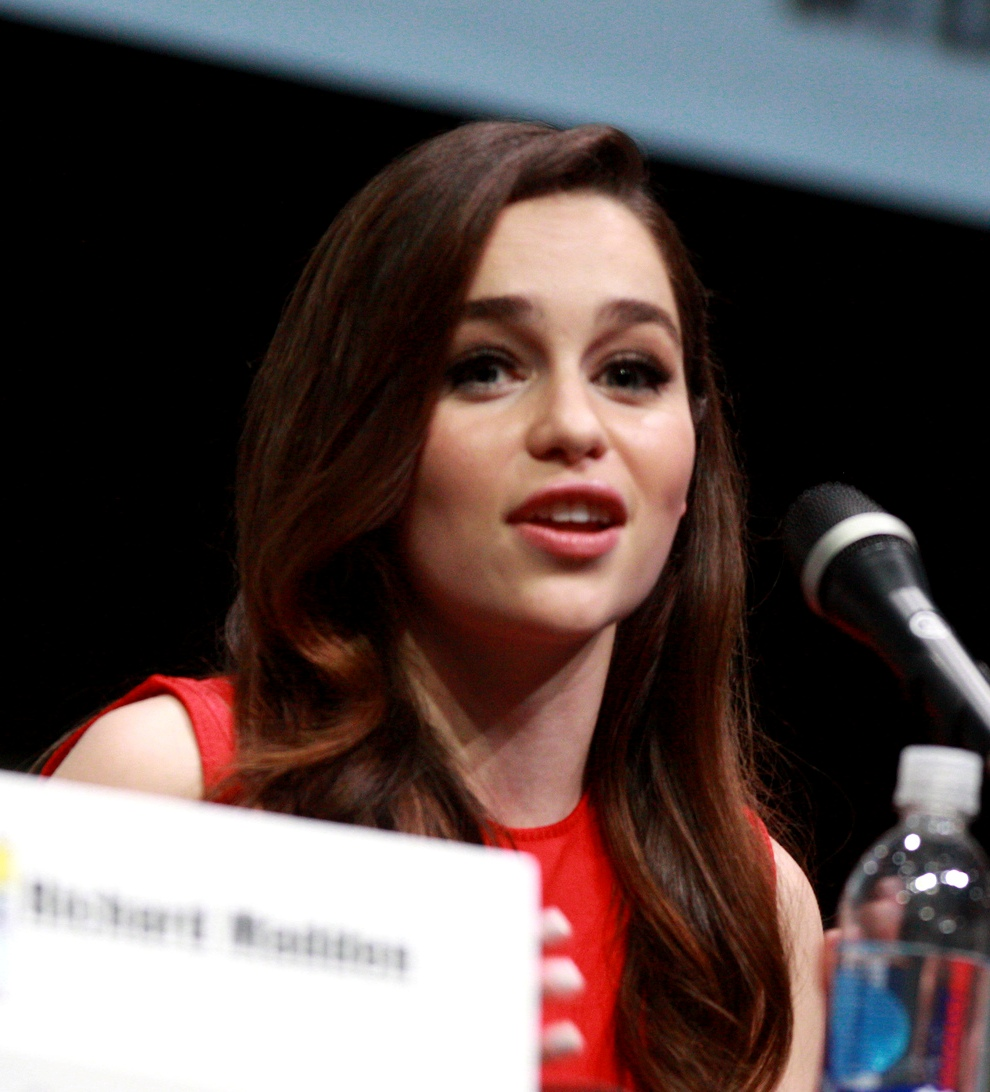
Эмилия Кларк
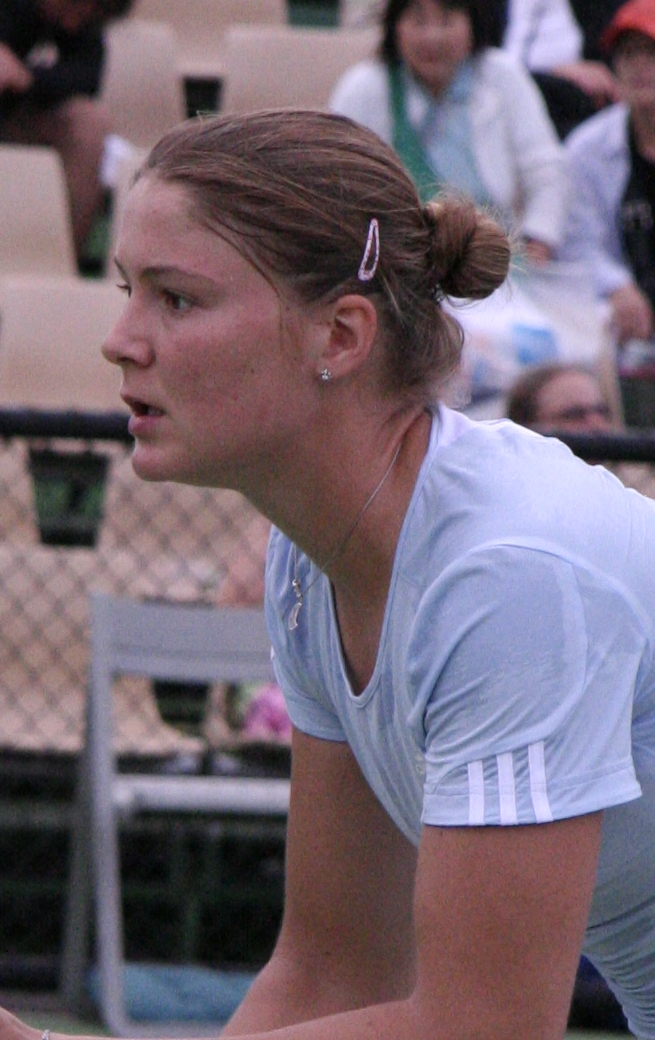
Динара Сафина
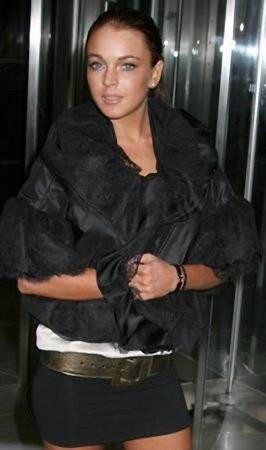
Линдси Лохан
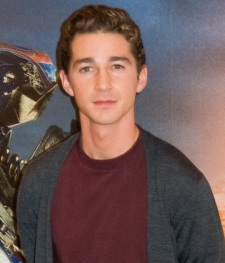
Шайа Лабаф

## Скончались
- 10 января — Ярослав Сейферт, чешский писатель (род. в 1901).
- 11 января — Илья Александрович Авербах, советский кинорежиссёр (род. в 1934).
- 13 января — Абдель Фаттах Исмаил, южнойеменский политический и государственный деятель, один из лидеров НДРЙ (род. в 1939).
- 21 января — Алёша Дмитриевич, цыганский шансонье (род. в 1913).
- 24 января — Лафайет Рональд Хаббард, американский писатель, создатель сайентологии (род. в 1911).
- 30 января — Иван Дмитриевич Папанин, советский полярник, Герой Советского Союза (род. в 1894).
- 1 февраля — Альва Мюрдаль, шведский дипломат, лауреат Нобелевской премии мира 1982 года (род. в 1902).
- 7 февраля — Фрэнк Герберт, американский писатель-фантаст (род. в 1920).
- 12 февраля — Елена Петровна Скуинь, советская художница, живописец (род. в 1908).
- 17 февраля — Джидду Кришнамурти, индийский философ и писатель (род. в 1895).
- 30 марта — Алексей Адамович Горегляд, советский государственный деятель, организатор промышленности, Герой Социалистического Труда (род. в 1905).
- 7 апреля — Леонид Витальевич Канторович, советский математик и экономист, лауреат Нобелевской премии по экономике 1975 года «за вклад в теорию оптимального распределения ресурсов» (род. в 1912).
- 12 апреля — Валентин Петрович Катаев, русский советский писатель (род. в 1897).
- 23 апреля — Юрий Александрович Гуляев, советский певец, народный артист СССР (род. в 1930).
- 2 мая — Валерий Петрович Полевой, советский композитор (род. в 1927).
- 9 мая — Тенцинг Норгей, непальский альпинист (род. в 1914).
- 10 мая — Джек Батлер, последний носитель языка австралийских аборигенов (род. в 1901).
- 15 мая — Элио Де Анджелис, итальянский автогонщик, двукратный чемпион мира по автогонкам в классе «Формула 1» (род. в 1958).
- 13 июня — Дин Рид, американский актёр и певец (род. в 1938)..
- 14 июня — Хорхе Луис Борхес, аргентинский прозаик, поэт и публицист (род. в 1899).
- 19 июня — Колюш, французский комик (род. в 1944).
- 22 июня — Роберт Янг, американский писатель-фантаст (род. в 1915).
- 26 июня — Вадим Абрамович Сидур, советский скульптор (род. в 1924).
- 10 июля — Ле Зуан, генеральный секретарь ЦК Коммунистической партии Вьетнама (род. в 1907).
- 26 июля — Уильям Аверелл Гарриман, американский промышленник и дипломат (род. в 1891).
- 2 августа — Всеволод Андреевич Баженов, советский живописец (род. в 1909).
- 22 августа — Махмуд Джеляль Баяр, президент Турции в 1950—1960 (род. в 1883).
- 31 августа — Урхо Кекконен, президент Финляндии в 1956—1982 (род. в 1900).
- 7 сентября — Омар Али Сайфуддин III, султан Брунея (род. в 1916).
- 25 сентября — Семёнов, Николай Николаевич, советский химик, лауреат Нобелевской премии по химии (1956), академик АН СССР, дважды Герой Социалистического Труда (род. в 1896).
- 27 сентября — Клиффорд Ли Бёртон, американский музыкант, бас-гитарист группы «Metallica» (род. в 1962).
- 9 октября — Харальд Райнль, австрийский кинорежиссёр, экранизатор произведений Эдгара Уоллеса, Карла Мая и Эриха фон Дэникена (род. в 1908).
- 22 октября — Е Цзяньин, маршал КНР, председатель ПК ВСНП (президент КНР) (род. в 1897).
- 31 октября — Роберт Сандерсон Малликен, американский химик, лауреат Нобелевской премии по химии (1966) (род. в 1896).
- 8 ноября — Вячеслав Михайлович Молотов, советский политический и государственный деятель, председатель Совета народных комиссаров СССР в 1930—1941 (род. в 1890).
- 18 ноября — Джиа Каранджи, американская фотомодель конца 1970-х — начала 1980-х годов (род. в 1960).
- 20 ноября — Александр Иванович Квасников, советский футбольный вратарь (род. в 1912).
- 1 декабря — Юрий Трофимович Тимошенко, советский комик (род. в 1919).
- 29 декабря — Андрей Арсеньевич Тарковский, советский кинорежиссёр, сценарист, народный артист РСФСР, лауреат Ленинской премии (1990, посмертно) (род. в 1932).
- 29 декабря — Гарольд Макмиллан, премьер-министр Великобритании в 1957—1963 (род. в 1894).

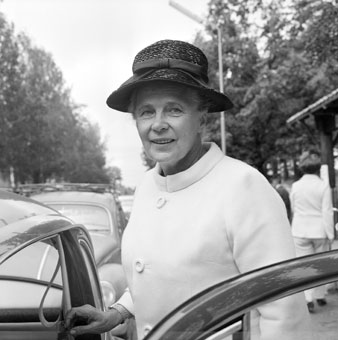
Альва Мюрдаль

## Нобелевские премии
- Физика — Эрнст Руска — «За работу над электронным микроскопом», Герд Биннинг и Генрих Рорер — «За изобретение сканирующего туннельного микроскопа».
- Химия — Дадли Роберт Хершбах, Ли Ян и Джон Чарлз Полани — «За вклад в развитие исследований динамики элементарных химических процессов».
- Медицина и физиология — Стэнли Коэн, Рита Леви-Монтальчини — «В знак признания открытий, имеющих важнейшее значение для раскрытия механизмов регуляции роста клеток и органов».
- Экономика — Джеймс Макгилл Бьюкенен — «За исследование договорных и конституционных основ теории принятия экологических и политических решений».
- Литература — Воле Шойинка — «За создание театра огромной культурной перспективы и поэзии».
- Премия мира — Эли Визель — «За приверженность тематике, посвящённой страданиям еврейского народа, жертвам нацизма».